# 落合務
落合 務（おちあい つとむ、1947年10月30日 - ）は、日本の料理人。東京・銀座のイタリア料理店・ラ・ベットラ・ダ・オチアイのオーナーシェフ。日本イタリア料理協会名誉会長。一般社団法人全日本・食学会理事。

## 人物

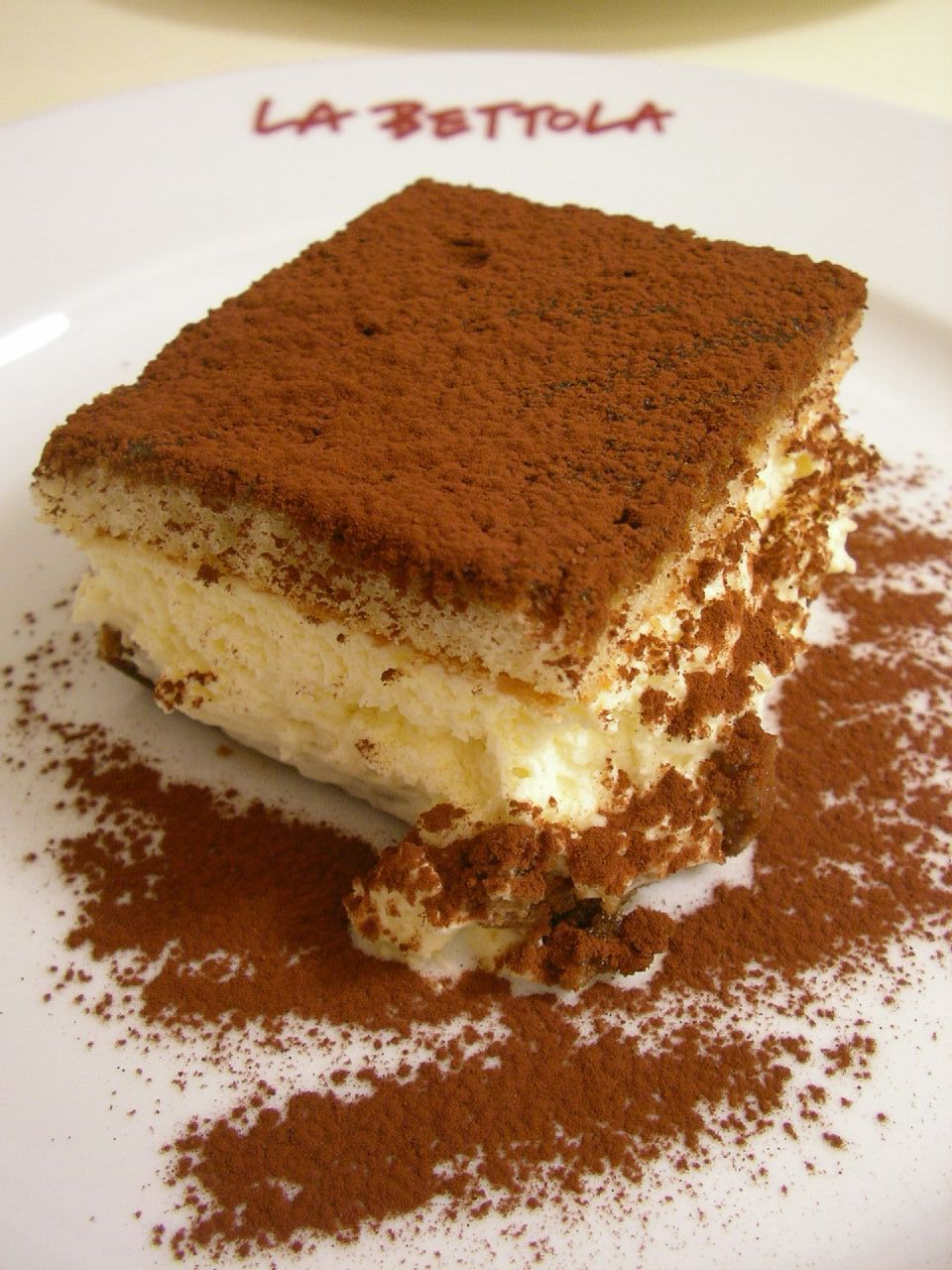
ティラミス

神奈川県鎌倉市生まれ、東京都足立区本木育ち。日本大学豊山中学校・高等学校を高校1年生の時に中退し、日本橋の洋食店やフランス料理店での下積みを経て、19歳の時にニューオータニに入社。22歳で洋食レストラン「Top's」（現・赤坂トップス）のコックになる。その後「グラナータ」へ移り、1978年にオーナーである桂洋二郎の指令でイタリアにて3年間修行する。日本に帰国して赤坂のイタリア料理店「グラナータ」の料理長に就任。1997年に「グラナータ」を退職し独立。銀座に「ラ・ベットラ」を開店しオーナー兼シェフとなる。2009年には日本イタリア料理協会の会長に就任し、テレビ・雑誌など多忙な日々を送っている。
NHKの情報番組『あさイチ』の「夢の3シェフ競演」（前番組『生活ほっとモーニング』からのコーナー）では日本料理代表の中嶋貞治（新宿割烹中嶋店主）と中国料理代表の孫成順（中國名菜孫店主）と共に出演している。また日本テレビのドラマ『バンビ〜ノ!』では料理監修を担当した。
2011年4月6日、宮城県石巻市で、同年3月11日に起きた東日本大震災の被災者にパスタの炊き出しを行った。
2019年12月、文化庁長官表彰。

## 修業したホテル・レストラン
ローマ
- チェレスティーナ
- アルチェッポ
- コンテヴェルデ
- アンバシャータ アブルッツォ
- セッテコッリ
- トウリオ

ナポリ・イスキア島
- エルマホテル

シチリア・パレルモ
- グルマンズ
- ラ・スクデリーア

シチリア・シラクサ
- トラットリア アルキメデ
- レストラン ミノッセ

カステッリーナ・イン・キアンティ
- ダ・トッレ

フィレンツェ
- ホテル ミケランジェロ
- ホテル アストリア

ボローニャ
- ディアナ

フェラーラ
- ファンタスティコ ジョベディ
- トラットリア ダ イド

ベネチア
- ドウ フォルニ

他多数

## 著書
- 『イタリア料理 100のおいしいキーワード 』(1996年)
- 『ちゃんと作れるイタリアン』（マガジンハウス、1998年）
- 『イタリア食堂「ラ・ベットラ」のシークレットレシピ』(1999年)
- 『ラ・ベットラの定番スパゲティ』（幻冬舎、2001年）
- 「落合務の美味しすぎるイタリア料理」(2001年)
- 『イタリア食堂ラ・ベットラのお魚レシピ』(2002年)
- 『「ラ・ベットラ」のイタリアンドルチェ』 (2003年)
- 『パスタの基本』（講談社、2005年）
- 『落合務の美味パスタ』（講談社+α文庫、2006年）
- 『落合務の基本のイタリアン』(2007年)
- 『落合務の基本イタリアン』（講談社、2007年）
- 『落合務の料理ノオト』(2009年)
- 『ラ・ベットラ・ダ・オチアイ 落合務完全レシピ2006‐2010』(2011年)
- 『落合務の家でつくれる本格イタリアン』(2011年)
- 『落合務シェフのイタリアン』(2012年)
- 『「ラ・ベットラ」落合務のパーフェクトレシピ 』(2014年)
- 『ラ･ベットラ落合シェフの「絶対おいしく作れる」パスタ』(2015年)
- 『イタリア料理の基本講座 ～定番料理をもっとみがこう～』(2015年)

## 受賞歴
- イタリア連帯の星勲章カヴァリエーレ章（2005年）[7]
- 黄綬褒章「令和2年春の褒章受章者名簿 東京」